# The Zone of Interest
The Zone of Interest är en historisk dramafilm från 2023. Filmen är regisserad av Jonathan Glazer, som även har skrivit manus baserat på boken med samma namn av Martin Amis.
Filmen hade världspremiär den 19 maj 2023 på Cannes filmfestival, där den vann Juryns stora pris. Den hade biopremiär i Sverige den 9 februari 2024, utgiven av SF Studios. The Zone of Interest vannen  Oscar för bästa internationella långfilm vid Oscarsgalan 2024.

## Handling
Filmen handlar om lägerkommendanten i Auschwitz Rudolf Höss och hans hustru Hedwig som med sina fem barn bor i en villa som gränsar till lägret.

## Rollista (i urval)
- Christian Friedel – Rudolf Höss
- Sandra Hüller – Hedwig Höss
- Ralph Herforth – Oswald Pohl
- Johann Karthaus – Claus Höss
- Luis Noah Witte – Hans Höss
- Nele Ahrensmeier – Inge-Brigitt Höss